# 改葬

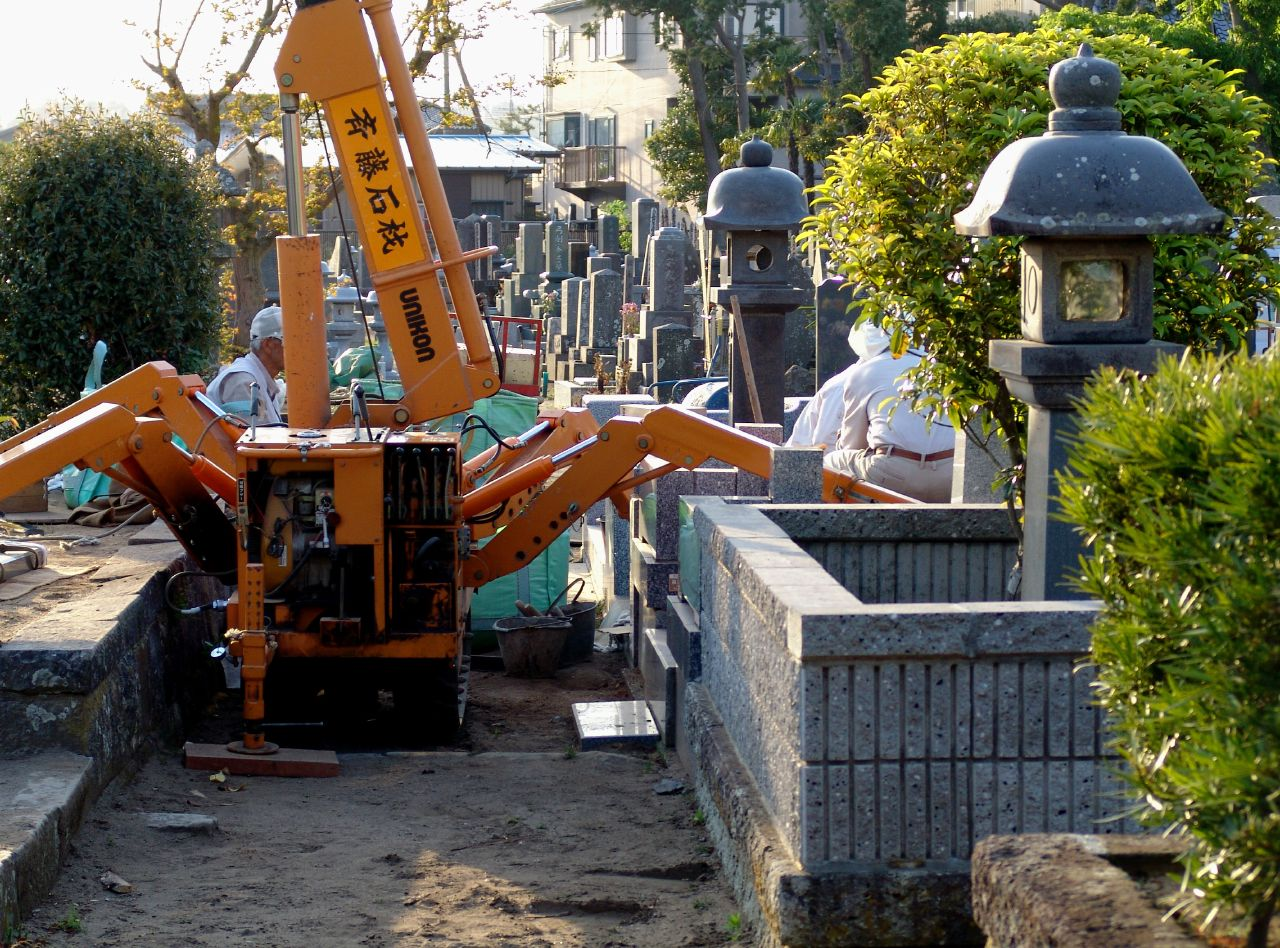
改葬作業の様子

改葬（かいそう）とは、お墓に埋葬されている遺体・遺骨を別のお墓や合葬墓、納骨堂に移す、或いは散骨、手元供養等にすることを言う。
なお、改葬の手続きは、墓地、埋葬等に関する法律（墓埋法）に定められており、たとえ自身が使用している家墓であっても、市区町村長の許可なく遺骨を墓地外に持ち出すことはできない。

## 諸法規における改葬

### 墓地、埋葬等に関する法律（昭和23年法律第48号）
```
第二条の3　この法律で「改葬」とは、埋葬した死体を他の墳墓に移し、又は埋蔵し、若しくは収蔵した焼骨を、他の墳墓又は納骨堂に移すことをいう。
[
1
]
```

```
第五条　埋葬、火葬又は改葬を行おうとする者は、厚生労働省令で定めるところにより、市町村長（特別区の区長を含む。以下同じ。）の許可を受けなければならない。
[
1
]
```

### 墓地、埋葬等に関する法律施行規則（昭和23年厚生省令第24号）
```
第二条　法第五条第一項の規定により、市町村長の改葬の許可を受けようとする者は、次の事項を記載した申請書を、同条第二項に規定する市町村長に提出しなければならない。
[
2
]
```

## 改葬の手順
改葬は以下の手順で行うことが、墓地埋葬法の規定や判例等から強く推奨される。
1. 親族、親戚など現墓の利害関係者と改葬についてよく話し合う。

なお、これら利害関係者に相談なく勝手に改葬した場合、親族・親戚間のトラブルに発生し、一旦取り壊したお墓を再設置しなければならない裁判例もある。

2. 移転先の墓地（あるいは納骨堂）の管理者から、受入証明書を発行してもらう。

なお、樹木葬は墓碑が樹木に置き換わっただけであって、墓地には変わりない。

3. 現在のお墓のある墓地の管理者（寺院、公営墓地、区長等字墓地管理者）から、埋葬証明書を発行してもらう。

4. 現在のお墓のある市区町村長に受入証明書と埋葬許可証明書を提出し、「改葬許可証」を発行してもらう。

- 本手続きを経ないで改葬した場合、墓地埋葬法第21条第1項に基づき、罰金、拘留、科料の罰則が科される場合がある[3]。

5. 現在のお墓のある墓地の管理者に「改葬許可証」を提出し、石材業者等に依頼して遺骨を取り出す。

- この際、寺院などの旧墓地管理者に離檀届等の墓地使用権の返却手続きを行う。
- また特に寺院墓地等の場合、墓地閉眼供養（魂抜き）を執り行う必要がある場合がある。
- 墓地閉眼供養後は石材業者に依頼して墓石等を撤去して土を入れ替え、更地にして墓地管理者に返却する必要がある。

6. 移転先の墳墓（墓地）の管理者に「改葬許可証」を提出し、遺骨を納める。

なお、この際、特に寺院墓地等の場合、墓地開眼供養や納骨儀礼を執り行う必要がある場合がある。
上記の手続きに則らずに改葬を実施した場合、刑法189条・墳墓発掘罪、または刑法191条・墳墓発掘死体損壊等罪（）に触れる場合もあるため、慎重に検討を重ねて実施することが求められる。

## 改葬の種類
改葬には、次の3つの類型がある。
1. お墓の使用者の都合による改葬
2. 墓地管理者の都合による改葬
3. 墓地管理者による無縁墳墓の改葬

### 1.お墓使用者の都合
1のお墓の使用者の都合による改葬は、さらに以下の複数に分類される。

#### お墓からお墓への引っ越し
- 遠方にある家墓から近くの墓地に新たに建立した家墓や親戚の墓等への改葬
  - 旧A家墓（自宅から遠い）→新A家墓（自宅から近い）
  - 配偶者の旧B家墓（自宅から遠い）→旧A家墓（自宅から近い）に合葬（合祀）
- 一時的に預けた納骨堂等から新墓等への納骨

#### いわゆる「墓じまい」
いわゆる「墓じまい」には、次の2類型があるが、いずれも今ある家墓を合葬墓や納骨堂、散骨などの家墓以外に変えることを意味する
- 遠方にある家墓から近くの墓地や寺院等にある納骨堂、合葬墓への改葬
- 家墓を閉めて、散骨や手元供養等にする

### 2.管理者都合による改葬
墓地全体の移転や区画整理等によって、お墓使用者各個人の意図とは関係なく、やむを得ない事情等によって結果的にお墓が移動する場合がある。

### 3.無縁墓の改葬
墓埋法施行規則にもとづき、官報への掲載や立て札設置等所定の手続きを経て墓地使用者やその後継者が行方不明等になった無縁墓を、墓地管理者が更地にして合葬墓へ改葬することを指す。改葬実施数は次項の通り。

## 改葬実施数の推移
厚生労働省の「衛生行政報告例」>「第4章 生活衛生」>「第6表　埋葬及び火葬の死体・死胎数並びに改葬数，都道府県－指定都市－中核市（再掲）別」にて、年間の埋葬数、火葬数、改葬数（無縁墓改葬数を含む）が報告されている。改葬実施数は以下の通り。なお、単位は骨（霊）数であって、墓数ではない。
- 平成9年度（1997年度）― 改葬：69,862霊（うち無縁墓：2,732霊）
- 平成10年度（1998年度）― 改葬：70,263霊（うち無縁墓：6,818霊）
- 平成11年度（1999年度）― 改葬：67,270霊（うち無縁墓：2,692霊）
- 平成12年度（2000年度）― 改葬：66,643霊（うち無縁墓：2,096霊）
- 平成13年度（2001年度）― 改葬：64,755霊（うち無縁墓：2,766霊）
- 平成14年度（2002年度）― 改葬：72,040霊（うち無縁墓：3,408霊）
- 平成15年度（2003年度）― 改葬：68,579霊（うち無縁墓：2,669霊）
- 平成16年度（2004年度）― 改葬：68,421霊（うち無縁墓：3,806霊）
- 平成17年度（2005年度）― 改葬：96,380霊（うち無縁墓：7,517霊）
- 平成18年度（2006年度）― 改葬：89,155霊（うち無縁墓：6,931霊）
- 平成19年度（2007年度）― 改葬：73,924霊（うち無縁墓：4,328霊）
- 平成20年度（2008年度）― 改葬：72,483霊（うち無縁墓：4,424霊）
- 平成21年度（2009年度）― 改葬：72,050霊（うち無縁墓：2,675霊）
- 平成22年度（2010年度）― 改葬：72,180霊（うち無縁墓：2,584霊）
- 平成23年度（2011年度）― 改葬：76,662霊（うち無縁墓：3,069霊）
- 平成24年度（2012年度）― 改葬：79,749霊（うち無縁墓：4,857霊）
- 平成25年度（2013年度）― 改葬：88,397霊（うち無縁墓：5,044霊）
- 平成26年度（2014年度）― 改葬：83,574霊（うち無縁墓：2,829霊）
- 平成27年度（2015年度）― 改葬：91,567霊（うち無縁墓：3,625霊）
- 平成28年度（2016年度）― 改葬：97,317霊（うち無縁墓：1,948霊）
- 平成29年度（2017年度）― 改葬：104,493霊（うち無縁墓：3,384霊）
- 平成30年度（2018年度）― 改葬：115,384霊（うち無縁墓：4,033霊）
- 令和元年度（2019年度）― 改葬：124,346霊（うち無縁墓：2,982霊）
- 令和2年度（2020年度）― 改葬：117,772霊（うち無縁墓：2,718霊）
- 令和3年度（2021年度）― 改葬：118,975霊（うち無縁墓：3,309霊）
- 令和4年度（2022年度）― 改葬：151,076霊（うち無縁墓：3,414霊）
- 令和5年度（2023年度）― 改葬：166,886霊（うち無縁墓：3,651霊）

推定改葬墓数（無縁墓を除く）
一般的な仏式のお墓のカロート（石室）には、骨壺が最大で5体ほど入るので、祖父母と片親の3霊が既に入っていると仮定した場合、使用者がお墓を新墓や合葬墓等に改葬した数は、「=（改葬霊数－無縁墓霊数）/3」の式となることから、
- 平成9年度（1997年度）は、（改葬：69,862霊 - 無縁墓：2,732霊）/3=22,376基
- 令和4年度（2022年度）は、（改葬：151,076霊 - 無縁墓：3,414霊）/3=49,220基

となり、四半世紀で2.2倍増えたことになる。

## 墓じまい代行と非弁・非弁提携
旧墓の所在する寺院等との交渉を、行政書士や葬儀社、石材業者などが代行すると称してインターネット上で盛んに喧伝しているが、お墓は祭祀財産であり、財産処分となるお墓の改葬、離檀料の交渉を使用者を代理して行うことは、弁護士法第72条、非弁行為に該当する（下記第72条参照）。また、業者が代理しないまでも使用者と改葬のサポートや石材撤去等の契約をし、トラブルになったら弁護士を紹介するとの文言がある場合は、非弁提携に該当する（下記第27条参照）。
従って、やむを得ない事情で墓じまいを親族以外の第三者に手続きの代行を依頼する場合、弁護士に依頼しなければならない。

### 弁護士法第72条
```
弁護士又は弁護士法人でない者は、報酬を得る目的で訴訟事件、非訟事件及び審査請求、再調査の請求、再審査請求等行政庁に対する不服申立事件その他一般の法律事件に関して鑑定、
代理
、仲裁若しくは和解
その他の法律事務
を取り扱い、又は
これらの周旋
をすることを業とすることができない。ただし、この法律又は他の法律に別段の定めがある場合は、この限りでない。
[
5
]
```

### 弁護士法第27条
```
弁護士は、第七十二条乃至第七十四条の規定に違反する者から事件の
周旋を受け
、又はこれらの者に自己の名義を利用させてはならない。
[
5
]
```

## メディアや業者によるプロパガンダ
改葬骨数から改葬墓数への意図的なミスリード
上述した通り、厚生労働省の「衛生行政報告例」における改葬数は改葬申請された骨数の集計なのだが、マスメディアの記事や墓じまい業者の宣伝では、骨数を墓数に改竄して記載している例が多数見られる。
高額離檀料要求数の意図的な隠蔽
墓じまい業者が代行契約を得る目的で寺院から高額な離檀料を要求されると宣伝することがあるが、その件数が具体的に年間の離檀手続き総数中の何件発生しているかについて、国民生活センターも含め、意図的に公表されていない。